# 불량 경찰 : 부정부패 소탕 작전
불량 경찰 : 부정부패 소탕 작전(Torrente, El Brazo Tonto De La Ley, Torrente, the Stupid Arm Of The Law)은 스페인에서 제작된 샌티아고 세구라 감독의 1998년 코미디, 범죄 영화이다. 산티아고 세구라 등이 주연으로 출연하였고 안드레스 빈센테 고메스 등이 제작에 참여하였다.

## 출연

### 주연
- 산티아고 세구라
- 하비에 카마라
- 뉘스 아센시
- 커스 램프리브

### 조연
- 토니 르블랑
- 줄리오 산후안
- 마누엘 만퀴나
- 카를로스 바르뎀
- 세자르 베아

## 제작진
- 미술: 조시 루이스 아리자발라가
- 미술: 비아프라
- 의상: 라라 휴에테
- Ass-PD: 마코 고메즈